# Jangi Jollof
Jangi Jollof es una película gambiana de 2018 inspirada en una memoria escrita por Momodou Sabally, exsecretario general y ministro de Asuntos Presidenciales de Gambia. Sigue la historia de vida de Sabally y las luchas por las que pasó para tener éxito. Fue producida y dirigida por Bakary Sonko.

## Sinopsis
Un joven humilde trabaja arduamente para pagar sus estudios en la Universidad. Su esfuerzo marcó una diferencia en la sociedad y el país en general e inspiró a los jóvenes a través de su historia.

## Elenco
- Monica Davies
- Omar Cham
- Lamin Saho
- Ebrima Correa
- Mbaye Bittaye
- Bubacarr Touray
- Fatou S. Bojang
- Papis Kebba Jobbareth
- Jeque Tijan Sonko

## Premios
Ganó dos premios en los Special Movie Awards (SMA) 2018. Monica Davies ganó el premio a la mejor actriz femenina y Momodou Sabally ganó el premio a la mejor historia o guion.